# 창녕 영산읍성지
창녕 영산읍성지(昌寧 靈山邑城址)는 대한민국 경상남도 창녕군 영산면에 있는 읍성지이다. 1987년 8월 6일 경상남도의 기념물 제59호 영산읍성지으로 지정되었다가, 2018년 12월 20일 현재의 명칭으로 변경되었다.

## 개요
읍성이란 군이나 현의 주민을 보호하고, 군사적·행정적인 기능을 함께하는 성을 말한다.
경상남도 창녕군 영산면에 있는 성으로, 원래 흙으로 쌓은 것을 조선시대에 돌로 다시 쌓은 것으로 추정된다. 성을 쌓은 시기는 정확히 알 수 없다.
『창녕읍지』에는 읍성이 둘레가 3,810척(약 1154m), 높이 12척 5촌(약 4m)으로 조선 선조(재위 1573∼1618) 때 쌓았으나 그 후 무너졌다고 기록하고 있다. 지금 남아 있는 성벽은 길이 106m, 높이 2.5m, 폭 1.5m 정도이다. 성은 거대한 돌을 이용하여 기초를 마련하고 그 위에 돌을 정교하게 쌓아올렸다. 지금은 시가지와 경작지로 바뀌어 대부분 붕괴되거나 파괴되었고, 성 안에는 연못이 있었다 하나 메워졌다.
조선시대에는 거의 내륙에 읍성을 쌓지 않았는데 반해 영산면은 고려 말 왜구의 침입이 빈번하였으며, 임진왜란 때 근처의 화왕산성을 중심으로 곽재우(1552∼1617) 장군이 의병을 일으킨 곳이어서 전략적 요충지였음을 알 수 있다.

## 참고 자료
- 영산읍성지 - 국가유산청 국가유산포털